# Muuga

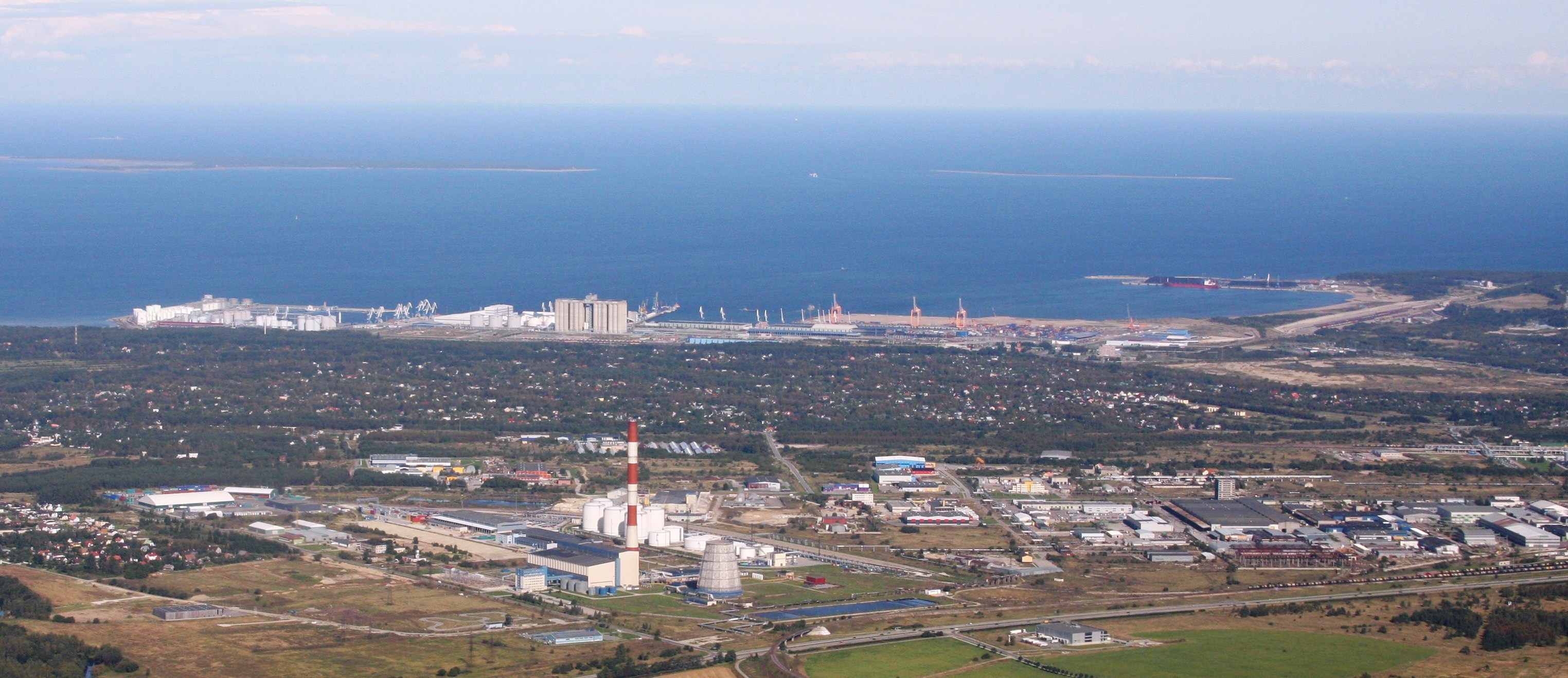
Der Hafen von Muuga an der Ostsee

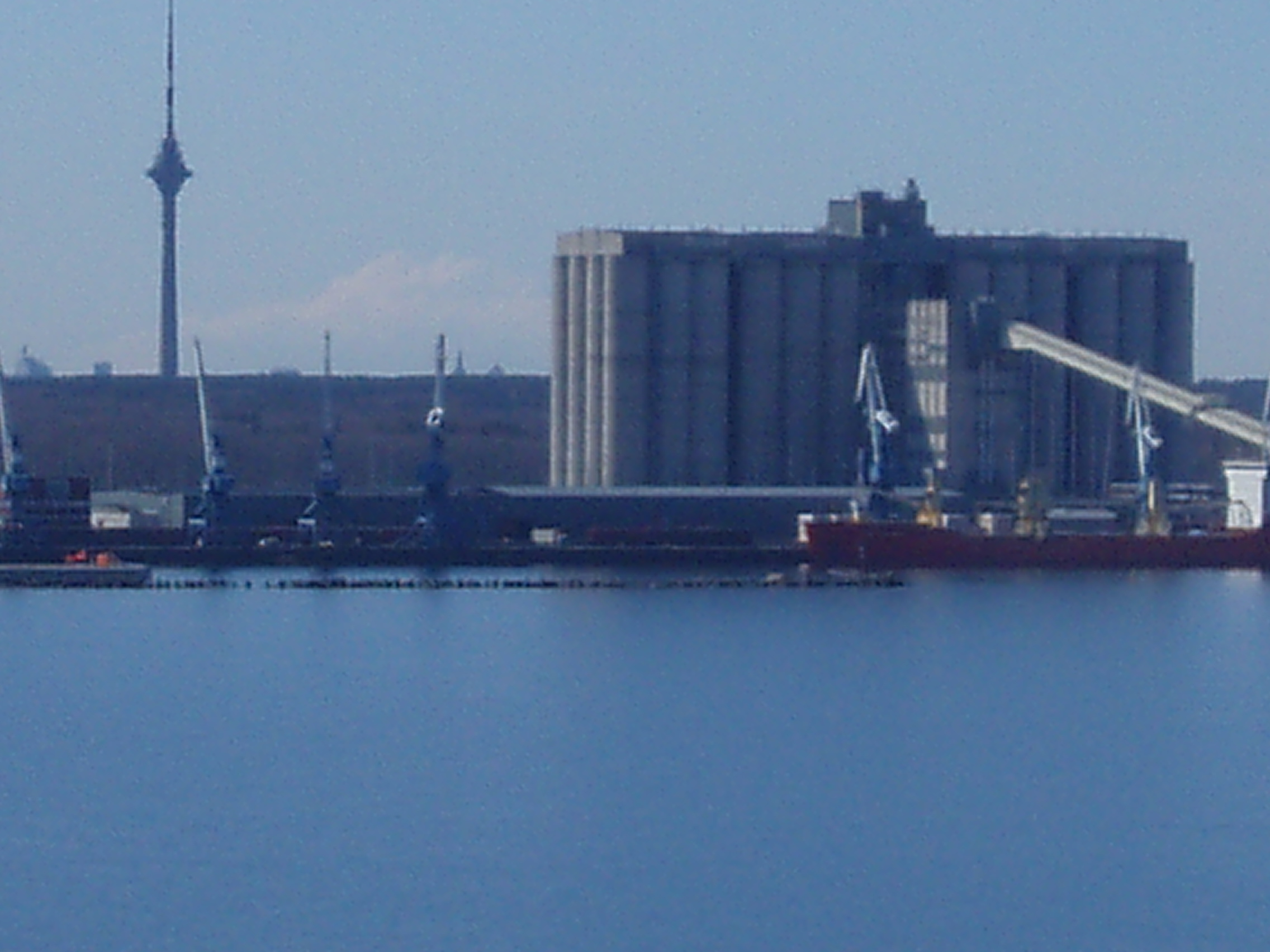
Der 60 Meter hohe Getreidespeicher von Muuga. Im Hintergrund der Tallinner Fernsehturm

Muuga ist der größte und tiefste Handelshafen Estlands.
Der Hafen von Muuga gehört verwaltungsmäßig zur Stadt Maardu im Kreis Harju. Er liegt 17 km von Tallinn entfernt im Süden der Bucht von Muuga (estnisch Muuga laht) am Finnischen Meerbusen. Die Bucht ist ca. 20 m tief.
Der Hafen von Muuga wurde 1986 in Betrieb genommen und seitdem mehrfach modernisiert. Ein großer Teil ist als Freihafen ausgewiesen. Die Fläche des Hafens beträgt 451 Hektar, seine Aquatorium 752 Hektar. Er ist mit 18 m der tiefste Handelshafen Estlands und das ganze Jahr über eisfrei. Er verfügt über einen sehr guten Anschluss an das estnische Eisenbahn- und Straßennetz. Der Flughafen von Tallinn liegt etwa 15 km entfernt.
Der Hafen spielt eine große Rolle beim Öltransport, in der Containerschifffahrt, beim Holzhandel sowie beim Transport von Stahl und Kohle; der größte Teil des estnischen Seehandels und 90 % des estnischen Transithandels werden über Muuga abgewickelt.
Eigentümer ist die 1996 gegründete Tallinner Hafen AG (estnisch AS Tallinna Sadam).

## Kapellenstein

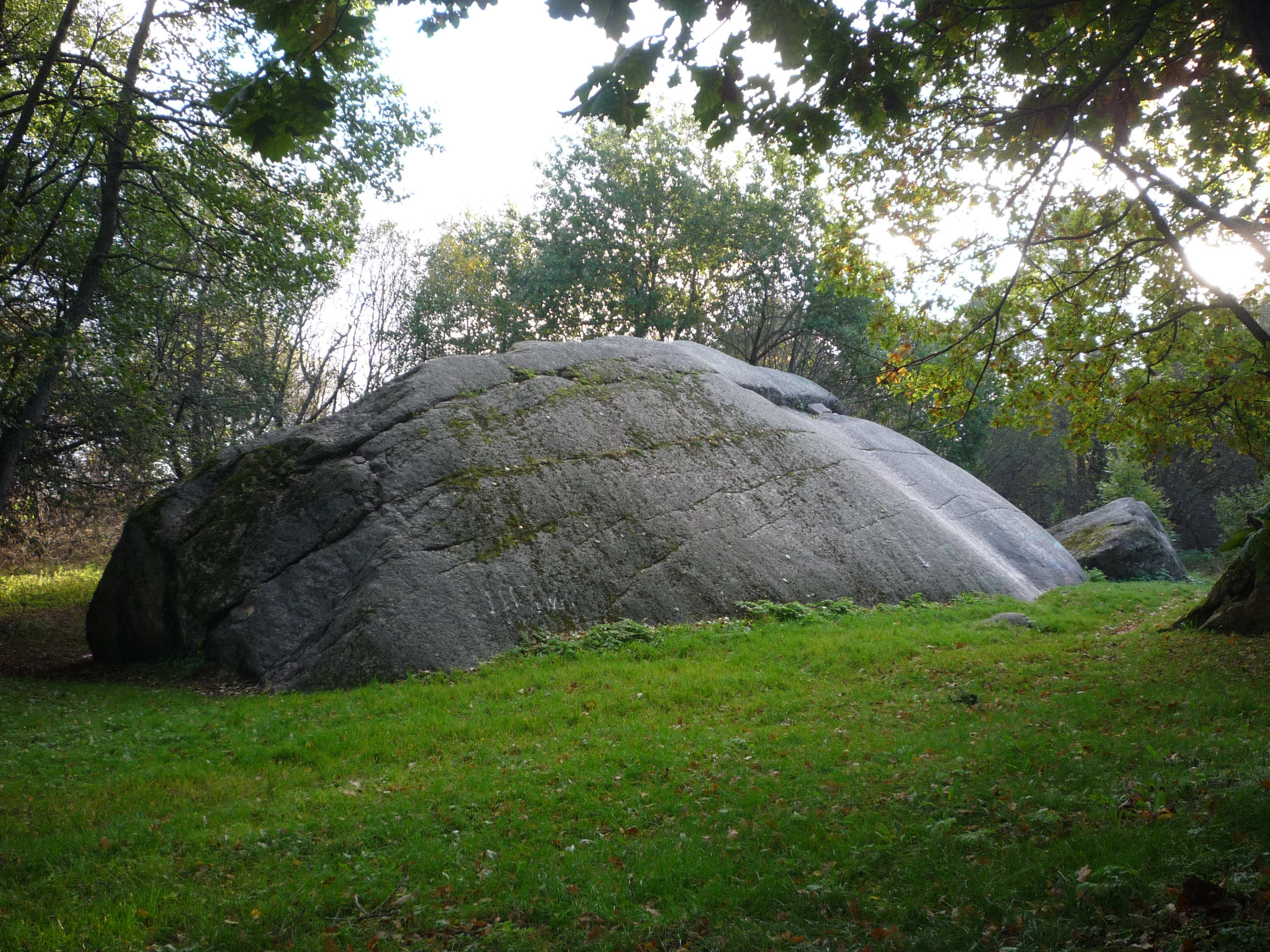
Kapellenstein

Der Kapellenstein (estnisch Kabelikivi; auch Muuga Kabelikivi, Muuga Liukivi) ist ein Findling (estnisch Hiidrahn) in der Nähe des Hafens. Er ist nach dem Ehalkivi der volumenmäßig zweitgrößte in Estland.